# Trimeresurus yunnanensis
Espèce
Synonymes
- Trimeresurus stejnegeri yunnanensis Schmidt, 1925
- Viridovipera yunnanensis (Schmidt, 1925)

Trimeresurus yunnanensis est une espèce de serpents de la famille des Viperidae. 

## Répartition
Cette espèce est endémique du sud de la république populaire de Chine. Elle se rencontre dans la province du Yunnan et dans le sud-ouest de la province du Sichuan, jusqu'à 2 845 m d'altitude.

## Description
C'est un serpent venimeux.

## Étymologie
Son nom d'espèce, composé de yunnan et du suffixe latin -ensis, « qui vit dans, qui habite », lui a été donné en référence au lieu de sa découverte.

## Publication originale
- Schmidt, 1925 : New reptiles and a new salamander from China. American Museum Novitates, n. 157, p. 1-5 (texte intégral).